# Charlie Miller
Charles David Copeland „Charlie“ Miller (* 18. März 1976 in Glasgow) ist ein ehemaliger schottischer Fußballspieler. Zu Karrierebeginn galt er als eines der größten schottischen Talente, anhaltende Fitnessprobleme und ein unprofessioneller Lebensstil verhinderten jedoch eine erfolgreichere Karriere. Seine Vereinstationen führten in über Schottland, England, Norwegen und Belgien bis nach Australien.

## Vereinskarriere
Miller stieß 1992 zum Profikader der Glasgow Rangers und kam in der Folgesaison zu ersten Einsätzen. In der erfolgreichsten Phase des Klubs, der zwischen 1989 und 1997 neunmal in Folge die schottische Meisterschaft gewann, kam Miller in den Spielzeiten 1994/95 und 1995/96, in einer Mannschaft mit gestandenen Mittelfeldspielern wie Brian Laudrup, Ian Durrant, Stuart McCall, Ian Ferguson und Trevor Steven, regelmäßig zu Einsätzen. Seine Leistungen in der Saison 1994/95 führten zur Auszeichnung als „Young Player of the Year“ der Professional Footballers’ Association Scotland. Mit den Rangers gewann er zwischen 1993 und 1997 neben vier Meistertiteln je einmal den FA Cup und den Ligapokal.
Ein unprofessioneller Lebensstil, den er von seinem Freund und Mentor Paul Gascoigne adaptierte, führte in den folgenden Jahren zu einer Stagnation seiner Entwicklung und schließlich 1999 unter Trainer Dick Advocaat zu seinem Verkauf für 450.000 Pfund an den englischen Klub FC Watford. Der Transfer entpuppte sich für Watford als Flop, Miller kam bis zur Auflösung seines Vertrags im November 2000 wegen anhaltender Fitnessprobleme nur zu 14 Ligaeinsätzen; der FC Watford stieg während dieser Zeit aus der Premier League ab. Im Anschluss kehrte Miller nach Schottland zurück und spielte fortan für Dundee United, meist in der unteren Tabellenregion der Scottish Premier League. Als er sich 2004 mit dem Verein nicht über die Modalitäten eines neuen Vertrags einig geworden war, verließ er Dundee und wechselte zum norwegischen Erstligisten Brann Bergen.
Mit Brann Bergen gewann er 2004 den norwegischen Vereinspokal, den ersten Titel des Klubs nach 22 Jahren, hatte aber stets auch hier mit Fitnessproblemen zu kämpfen. Nach der Verpflichtung von Martin Andresen im Jahr 2005 war die zentrale Mittelfeldposition fortan meist belegt, stattdessen kam Miller oft im rechten Mittelfeld zum Einsatz, eine Position die dem Schotten nicht sonderlich gefiel. Nachdem er sich geweigert hatte, an der Verleihung der Silbermedaillen nach der Vizemeisterschaft 2006 teilzunehmen, fiel er bei Trainer Mons Ivar Mjelde endgültig in Ungnade und sein Vertrag wurde in der Saisonpause aufgelöst. Miller setzte daraufhin seine Karriere beim belgischen Erstligaklub Lierse SK fort, stieg mit dem Verein am Ende der Saison 2006/07 aber in die zweite Liga ab. Er verließ den Verein nach einer weiteren Spielzeit im Jahre 2008.

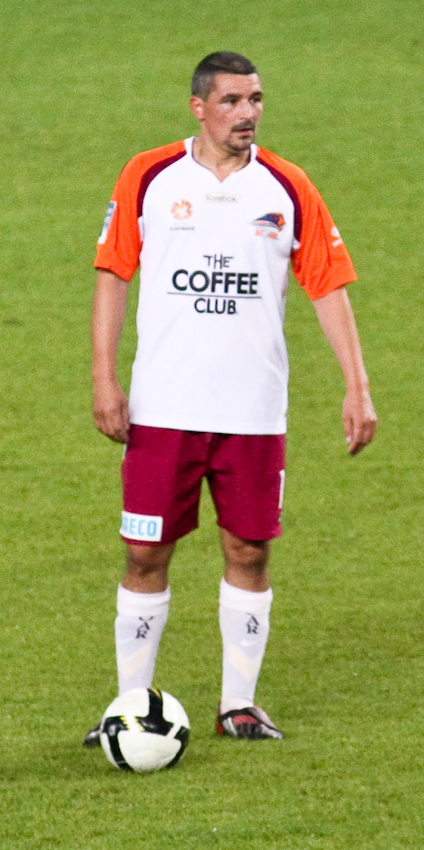
Miller im Trikot der Roar (2008)

Nachdem zunächst Gerüchte über eine Rückkehr nach Schottland die Runde gemacht hatten, wechselte er Anfang August 2008 zum australischen A-League-Klub Queensland Roar. Sein Wechsel nach Queensland wurde in den australischen Medien anfangs mit der Vorjahres-Verpflichtung von Mário Jardel verglichen, der mehr durch sein Übergewicht und mangelhafte Fitness als durch sportliche Leistung in der A-League aufgefallen war. Miller begegnete dieser Kritik mit vier Treffern in den ersten vier Ligaspielen und zog mit dem Klub in die Play-offs ein. Am Saisonende wurde er mit der erstmals verliehenen Auszeichnung „A-League Foreign Player of the Year“ als bester ausländischer Spieler geehrt.
Anfang Dezember 2009 wurde sein Vertrag bei dem mittlerweile in Brisbane Roar umbenannten Klub aufgelöst, nachdem der neue Trainer Ange Postecoglou für die kommende Saison nicht mehr mit Miller geplant hatte. Eine Woche später unterzeichnete er beim Ligakonkurrenten Gold Coast United einen Kurzzeitvertrag als Ersatz für den verletzten Robson. Nach Ablauf der Saison kam es zu keiner Vertragsverlängerung bei Gold Coast United. Erst im Februar 2011 trat er einem neuen Klub bei, dem damaligen Schlusslicht der Scottish Football League Third Division FC Clyde. Am Saisonende wurde er nach nur fünf Einsätzen gemeinsam mit zwölf weiteren Spielern nicht mehr weiterverpflichtet.

## Nationalmannschaft
Miller kam zu seinem einzigen Einsatz für die schottische A-Nationalmannschaft in einem Freundschaftsspiel gegen Polen am 25. April 2001. Unter Nationaltrainer Craig Brown, der Miller bereits in der schottischen U-21-Auswahl trainierte, debütierten in diesem Spiel zudem Barry Nicholson, Gavin Rae und John O’Neil. Unter Browns Nachfolger Berti Vogts fand Miller keine Berücksichtigung.

## Erfolge
Vereinsebene
- Schottischer Meister: 1993/94, 1994/95, 1995/96, 1996/97
- Schottischer Pokalsieger: 1995/96 (im Finale nicht eingesetzt)
- Schottischer Ligapokalsieger: 1995/96
- Norwegischer Pokalsieger: 2004

Auszeichnungen
- Scottish PFA Young Player of the Year: 1995
- A-League Foreign Player of the Year: 2008/09
- Nominierung in das PFA Team of the Year: 2008/09